# CV Velorum
CV Velorum (CV Vel / HD 77464 / HIP 44245) es una estrella variable en la constelación de Vela cuya magnitud aparente varía entre +6,69 y +7,19. Se encuentra a una distancia aproximada de 1860 años luz del sistema solar.
CV Velorum es una estrella binaria espectroscópica masiva con un período de 6,889 días; su duplicidad fue descubierta por van Houten en 1950, siendo Gaposhkin quien en 1955 estimó por vez primera los parámetros físicos del sistema.
Asimismo, CV Velorum es una binaria eclipsante, similar a Algol (β Persei) o λ Tauri. CV Velorum exhibe dos eclipses bien definidos, con caídas de brillo de 0,50 y 0,48 magnitudes, lo que sugiere que ambas componentes han de ser bastante similares.
De hecho, ambas estrellas tienen tipo espectral B2.5V, aunque existen pequeñas diferencias entre ellas. Estrellas calientes, la temperatura efectiva de ambas apenas difiere en 200 K (17.988 y 17.782 K). La estrella más masiva, con una luminosidad 1585 veces mayor que la del Sol, tiene una masa de 6,07 masas solares, mientras que su acompañante, 1330 veces más luminosa que el Sol, tiene una masa de 5,97 masas solares. El semieje mayor de la órbita es de 0,16 UA.